# Christ Denied
A Christ Denied (szó szerinti jelentése: Krisztus megtagadva) egy spanyol death metal együttes. 1994-ben alakultak Madridban. Albumaikat a spanyol Xtreem Music kiadó adja ki. Nem sok dolog ismert a zenekar megalakulásának történetéről. Mély hörgésük és extrém gyors dobolásuk miatt a zenekar a "slamming death metal" stílus képviselői közé tartozik. Négy tagjuk van. Szövegeik témái: vallás-ellenesség. Több lemezt is megjelentettek, de csak két stúdióalbumot. Az elsőt 1996-ban, a másikat pedig 2013-ban.

## Tagok
- Dave Rotten - éneklés (1994-)
- Roger Infected - gitár, basszusgitár, dob programozás, háttér-éneklés (2011-)
- Roger P. - basszusgitár (2015-)
- Fabio Ramirez - dobok (2017-)

## Diszkográfia
- Obnoxious / Thy Horned God (split lemez, 1995)
- ...Got What He Deserved (stúdióalbum, 1996)
- Impale the Fraud (demó, 1998)
- Christ Denied / Bastard Saints (split lemez, 2000)
- Aborted / Christ Denied (split lemez, 2000)
- Drink...Drink the Blood! (válogatáslemez, 2004)
- Cancer Eradication (stúdióalbum, 2013)